# Heeresfliegertruppe
L'Heeresfliegertruppe (HFlgTr) (Troupe d'aviation de l'armée) est une branche de la Heer, la force terrestre de la Bundeswehr. L’Aviation légère militaire allemande est l’une des troupes d’appui au combat. Avec ses hélicoptères de combat et de transport, la Heeresfliegertruppe contribue aux opérations aéromobiles et mécanisées de l’armée.

## Historique

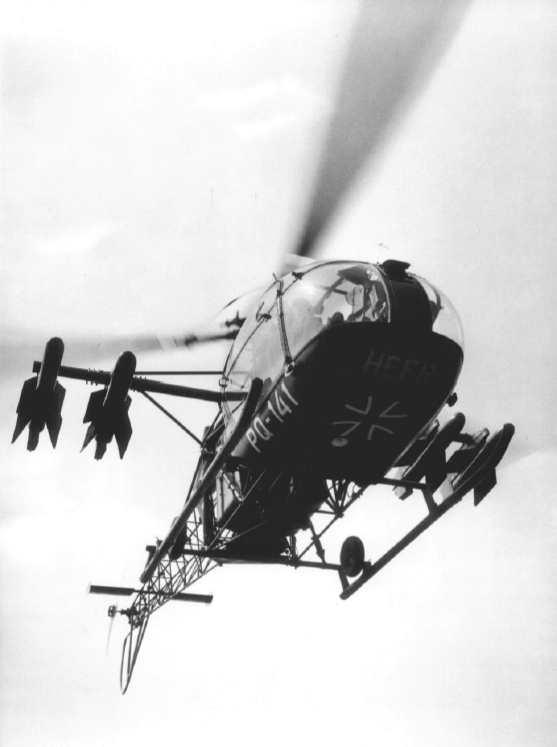
Alouette II allemande armée de 4 Nord SS.11 en 1960.

Elle est fondée en 1955 en Allemagne de l'Ouest dans le contexte de la guerre froide. La première grande opération de cette arme a lieu lors de l'inondation de Hambourg en février 1962 où 71 hélicoptères de l’armée fédérale allemande sont engagés dans les secours appuyés par 25 hélicoptères de l’armée de terre américaine.

## Équipement
Elle mettait en œuvre des avions de liaison ADAC de type Dornier Do 27 et Do 28 Skyservant. Elle était équipée d'Alouette II et de 340 Bell UH-1D.
Ensuite vinrent les Bo 105-P Panzerabwehrhubschrauber I (hélicoptère antichar de 1re génération) qui sont désormais remplacés par des Tigre dont la fonction d'origine devait être aussi être la lutte anti-char (d'où sa désignation PAH II). Sa configuration a changé deux fois entre-temps, passant de UHT (Unterstützungshubschrauber Tiger, hélicoptère de soutien) à KHS aujourd'hui (Kampfhubschrauber, hélicoptère de combat).
Pour les missions de transport, elle alignait des Vertol H-21 puis des Sikorsky CH-53 pour le remplacement desquels Eurocopter prévoyez de développer un projet appelé HTH (Heavy Transport Helicopter) ou FTH (Future Transport Helicopter) pour les années 2020 avant que cela ne soit abandonné. Ceux-ci ont été transférés à la Luftwaffe en janvier 2013.
L'Heeresfliegertruppe met en œuvre plus de 320 hélicoptères[Quand ?]. Presque tous ont été construits en Allemagne, tandis que près de 40 % sont des modèles autochtones. 80 hélicoptères Eurocopter Tigre et 80 NHI NH90 était prévu en 2012 mais en mars 2013, les commandes ont été divisées d'un tiers.
Le 25 juillet 2018, Airbus Helicopters Deutschland a remis à la BAAINBw le dernier des 68 UH Tigres lors d'une cérémonie. 33 machines plus anciennes doivent être modernisées au standard ASGARD d'ici 2027. En avril 2023, 51 Tigres sont en ligne et on prévoit que les deux premiers soit retirés en 2031.
| Hélicoptère            | Origine          | Type                       | Versions      | En service [Quand ?] | Notes |
| ---------------------- | ---------------- | -------------------------- | ------------- | -------------------- | --- |
| Eurocopter EC665 Tigre | Union européenne | Hélicoptère d'attaque      | UH Tiger      | 51 (avril 2023)      | 68 livrés entre 2005 et 2018. |
| NHIndustries NH90      | Union européenne | Hélicoptère de transport   | NH90 TTH      | 51 (février 2017)    | 88 planifiés. Remplace le UH-1. Les trois premiers sont livrés en décembre 2006. |
| Bell UH-1 Iroquois     | Allemagne        | Hélicoptère utilitaire     | UH-1D         | 82                   | Construits par Dornier. Entré en service en 1967, remplacé par le NH90. Moins d'une dizaine utilisé en 2018 pour des missions de recherche et sauvetage, retrait le 12 avril 2021.                                                   |
| Eurocopter EC135       | Union européenne | Hélicoptère d'entraînement | EC 135 T1     | 14                   | Utilisés sur la base de Bückeburg pour l'entrainement et l'instruction de base en remplacement des Alouettes II |
| Bell 206               | États-Unis       | Hélicoptère d'entraînement | Bell 206 B3   | 6                    | Loués en remplacement des Bo 105 pour la formation de base, en particulier pour la formation aux procédures d'urgence spéciales. Loués en décembre 2016, pour une durée de quatre ans et une réserve totale de 15 400 heures de vol. |
| Airbus H145            | Union européenne | Hélicoptère utilitaires    | H145M LUH SAR | 0 (7)                | 7 pour des missions de recherche et sauvetage à partir de 2020/2021. |

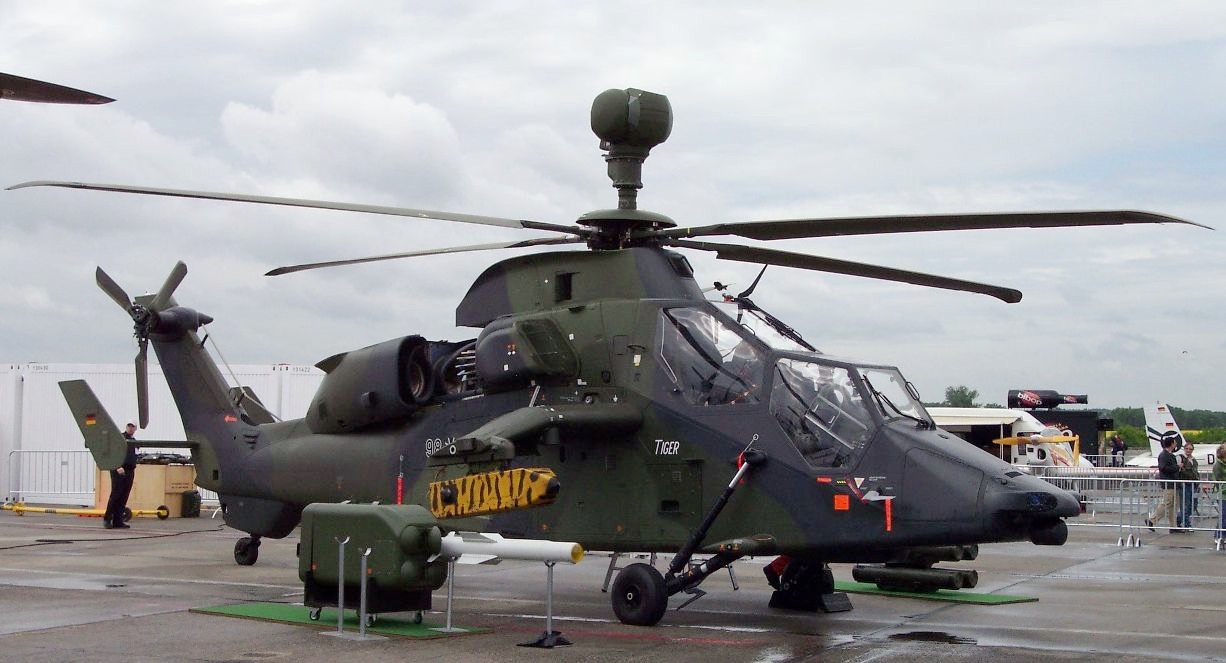
Tiger UHT
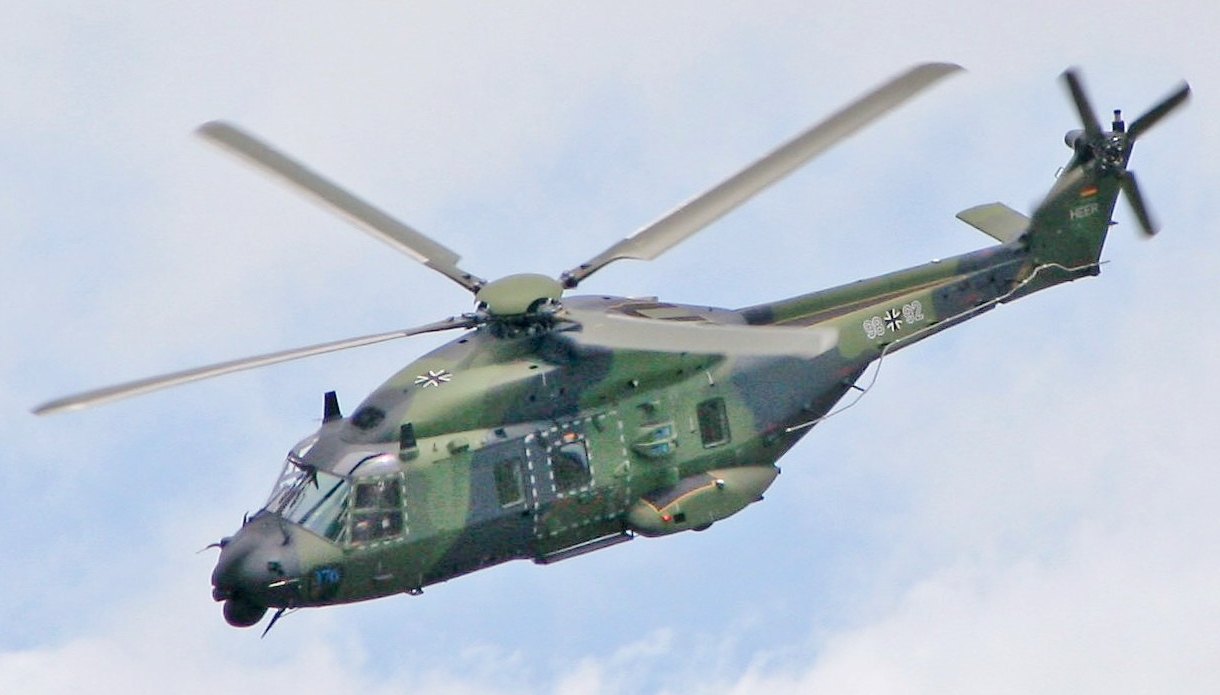
NH90
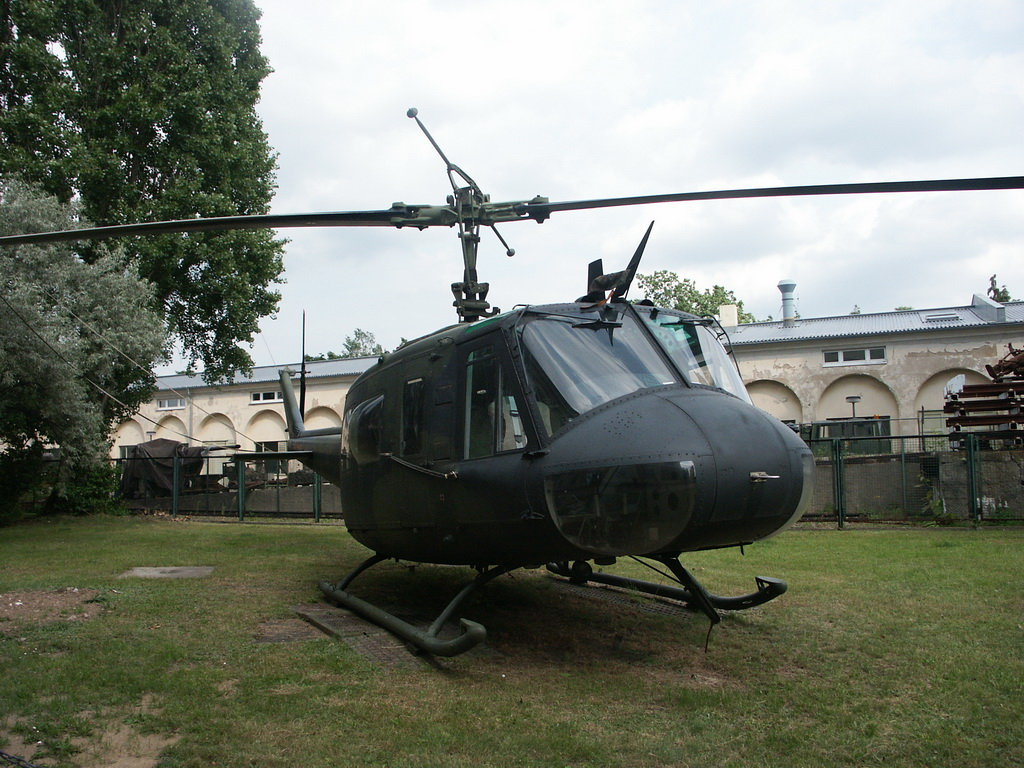
Bell UH-1D
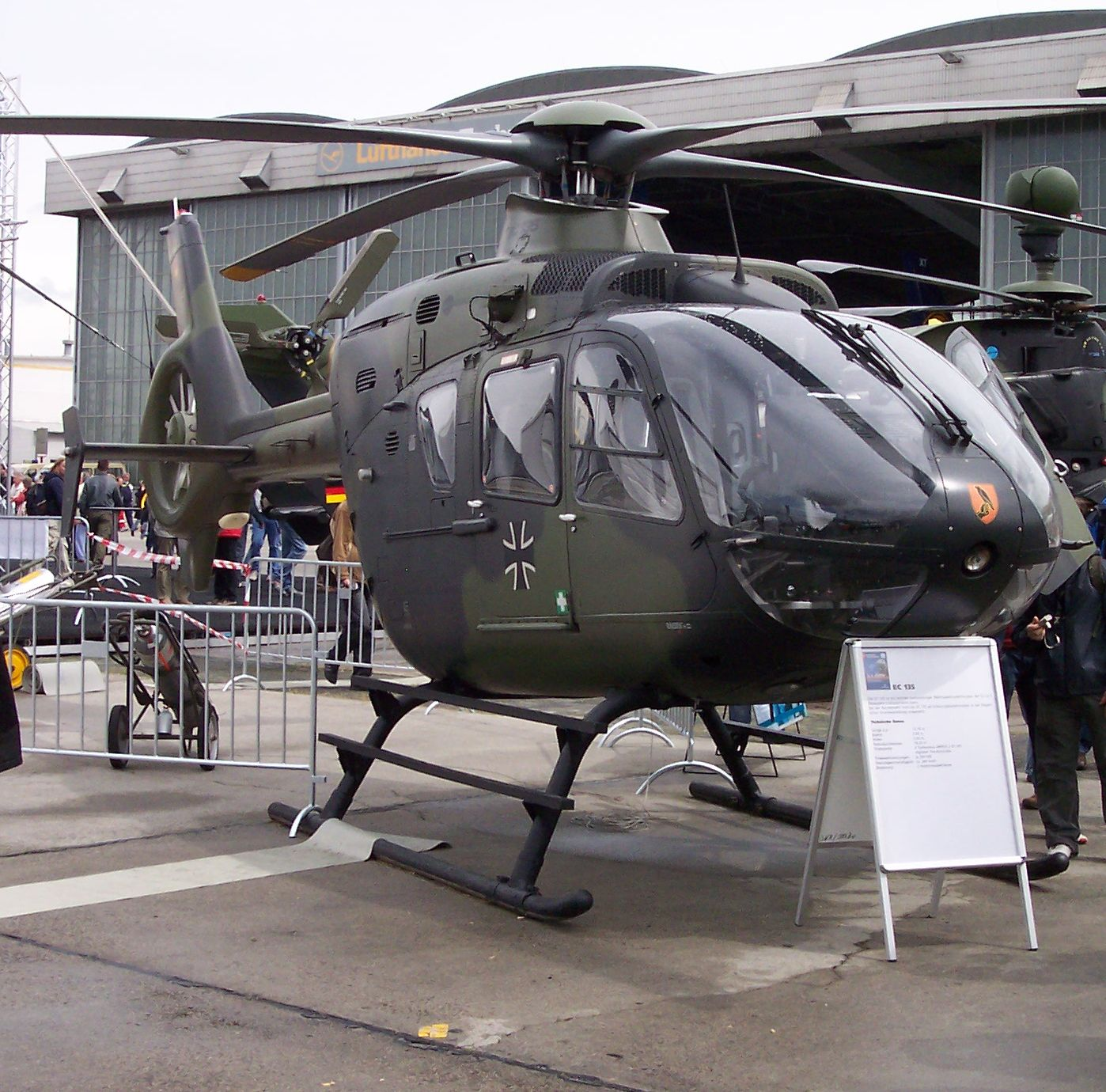
Eurocopter EC 135

## Anciens équipements
| Hélicoptère                 | Origine               | Type                             | Versions                | Nombre | En service                   | Notes |
| --------------------------- | --------------------- | -------------------------------- | ----------------------- | ------ | ---------------------------- | --- |
| Bölkow Bo 105               | Allemagne             | Hélicoptère d'attaque/utilitaire | Bo 105M Bo 105P         | 312    | 8 mai 1978 - 3 décembre 2016 | 100 Bo 105M (VBH) de liaison, 212 Bo 105P (PAH-1) antichar                                                              |
| SNCASE SE.3130 Alouette II  | France                | Hélicoptère d'attaque/utilitaire | SE.3130/SA.313B SA-318C | 280    | 1959 à 2006                  | 226 SA.313B et 54 SA-318C                                                                                               |
| Vertol H-21                 | États-Unis            | Hélicoptère de transport         | H-21C                   | 31     | 1957 à 1973                  | |
| Sikorsky CH-53 Sea Stallion | États-Unis/ Allemagne | Hélicoptère de transport         | CH-53G/CH-53GS          | 110    | mars 1973 à décembre 2012    | Construits par Vereinigte Flugtechnische Werke, les 78 restants en 2013 sont transférés à la Luftwaffe en janvier 2013, |

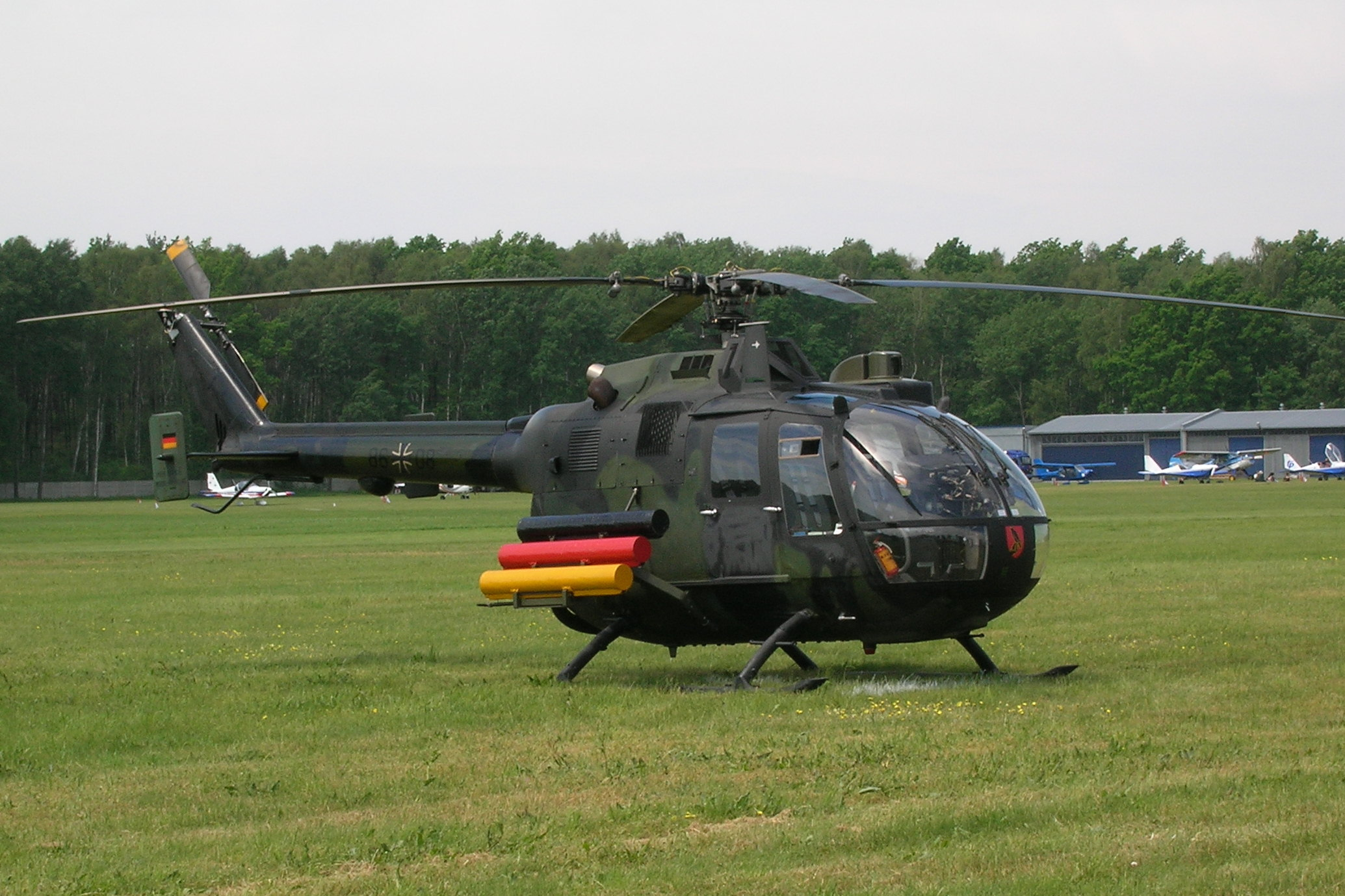
PAH-1 (Bo 105-P)
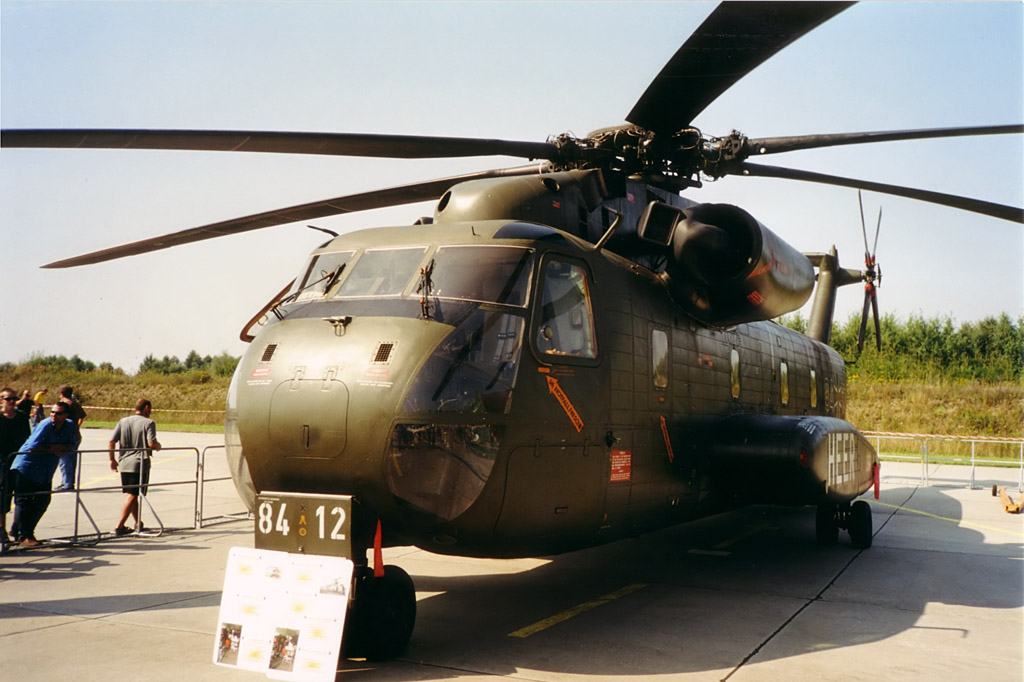
CH-53G
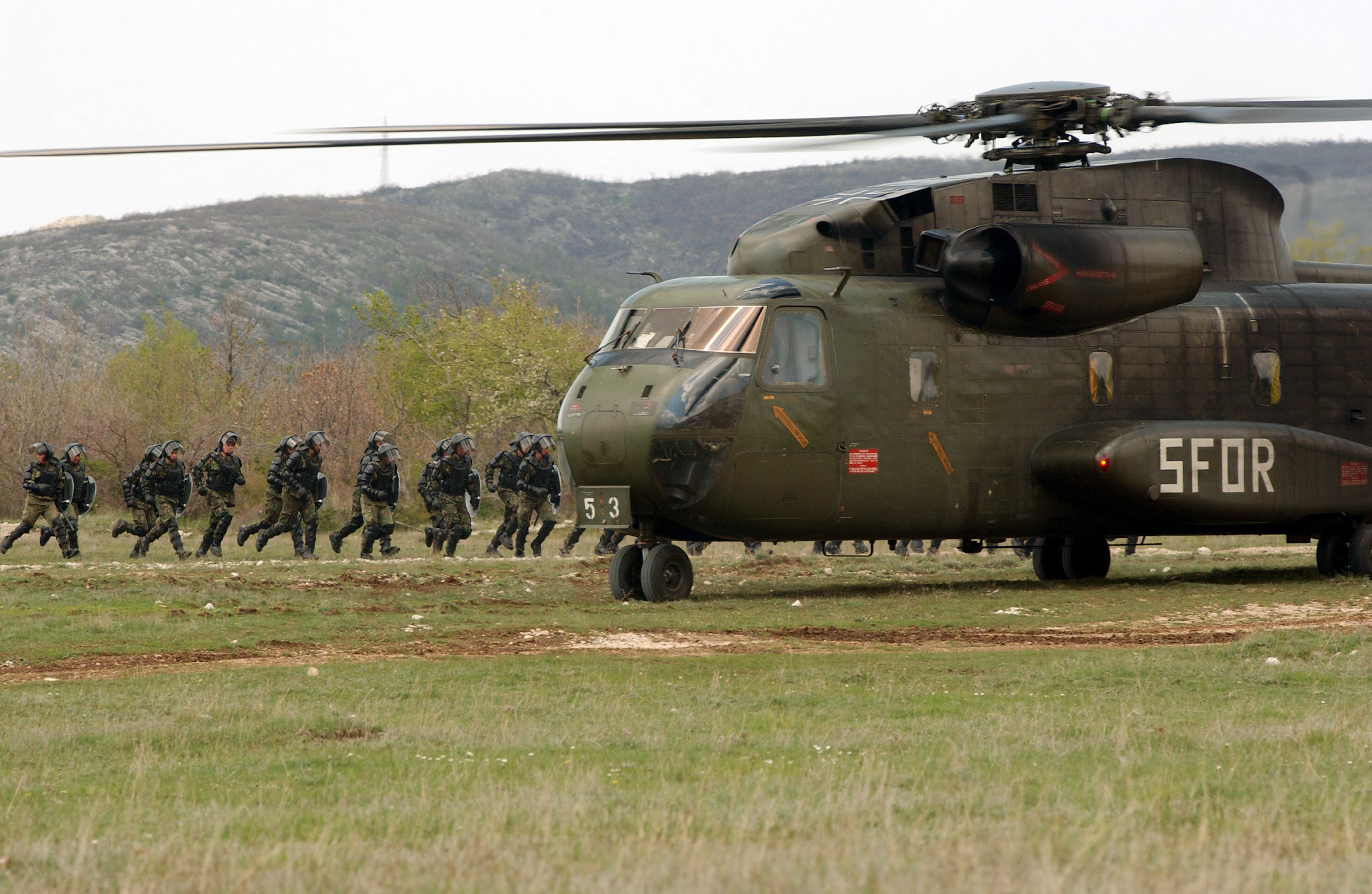
CH53-G